# Настинка
Острият вирусен назофарингит, познат най-вече като настинка, представлява силно заразно вирусно заболяване на горните дихателни пътища. Причинители на настинка могат да бъдат над 200 вирусни щама, като в най-честия случай това са риновируси.
Типични симптоми са болки в гърлото, хрема, кихане и кашляне; понякога придружени от болки в мускулите, обща умора, неразположение, главоболие и загуба на апетит. Те отшумяват за около седмица, но в отделни случаи могат да продължат до 14 дни. Симптомите могат да са по-тежки при новородени и малки деца. Въпреки че в повечето случаи заболяването е сравнително леко и отшумява от само себе си, пациентите често търсят лекарска помощ, прилагат домашна терапия с лекарства без рецепта и е възможно да пропуснат няколко дни от работа или училище.
Настинката е най-често срещаното инфекциозно заболяване при хората. Изчислено е, че само в САЩ социалната цена, която се плаща за лечението на настинки, възлиза на милиарди долари.
Не съществува ваксина за заболяването. Основен метод за предотвратяване на заразяването е миенето на ръцете и носенето на медицинска маска, което предотвратява предаването на болестта от човек на човек. Също така няма и официално одобрени лекарства, които пряко да лекуват настинката. Повечето използвани медикаменти се използват за да облекчават или лекуват единствено симптомите.

## Етиология
Настинката е вирусно заболяване, което се причинява от различни видове РНК и ДНК вируси, представители на различни родове и семейства. Най-чест причинител в 30 до 50% от случаите е риновирус, т.е. характерен тип пикорнавирус с около 99 серологични типа. В естествени условия риновирусите са патогенни само за човека и шимпанзето. Опитните животни не са чувствителни към тях. Поради липса на липидна обвивка са резистентни към етер, хлороформ и алкохол. Лабилни са към кисела среда, нестабилни са и при стайна температура и обикновено се инактивират за няколко часа.
Реовирусите засягат епителните клетки на лигавицата на дихателната и храносмилателната система. Геномът им се състои от 10 – 12 фрагмента, двуверижна РНК, като всеки фрагмент представлява отделен ген. Всичките серотипове на вируса имат общ комплементсвързващ антиген и типовоспецифични антигени. Геномът е защитен от две капсидни белтъчни обвивки. Капсидът е с икосаедрален тип на симетрия. При повечето преболедували хора на възраст 25 – 30 години се откриват антитела към различните типове реовируси.
Коронавирусите са причина за настинка при около 10 до 15% от случаите. Геномът представлява едноверижна линейна РНК. Големината на вирусните частици е от 75 до 160nm. Коронавируси са и причината за възникване на заболяването Тежък остър респираторен синдром (ТОРС) в Югоизточна Азия. Световната здравна организация съобщава за случаи на предаване от човек на човек на опасния щам на коронавируса Novel Coronavirus (NCoV). NCoV и ТОРС са от едно и също семейство, но се различават един от друг.
Аденовирусите са ДНК-вируси с кубична симетрия и големина 70-90nm. Всички видове имат сходна структура и образуват характерен цитопатогенен ефект. Капсидът съдържа 252 капсомера, а капсомерите са от три морфологични типа като всеки се различава в антигенно отношение. Аденовирусите имат най-малко три разтворими антигена – хексоантиген, пентоантиген и нишковиден антиген. Патогенните свойства на вирусите не са добре изяснени. Обикновено се откриват ниски титри на антителата.
Вирусите причиняващи парагрип са представители на род Paramyxovirus. Известни са 4 типа патогенни за човека вируси. Вирусните частици са с размери 150-250nm, а геномът е представен от едноверижна РНК. Всички серотипове са антигенно самостоятелни. Имат един общ нуклеопротеиден антиген, но хемаглутинините са антигенно различни.
Човешкият респираторен синцитиален вирус подобно на парагрипните вируси е представител на семейство Paramyxoviridae. Има изразен плеоморфизъм и сферична форма с размери 80-500nm.
Други представители, които са причина за възникването на настинката са ентеровируси, метапневмовируси и дори грипни вируси. Описани са около 200 серологични типа вируси, причиняващи настинка.

## Исторически сведения
Широката етиология на заболяването и сходството на клиничните признаци независимо от причинителя става причина групата от заболявания да бъдат наричани с общото наименование настинка. Често тя възниква и протича като смесена инфекция. Поради сходството на клиничната проява понякога погрешно и грипът се нарича с това име. До 50% от случаите се дължат на риновироза.
Етиологичният агент подобно на всички останали вируси, предизвикващи настинка, е открит сравнително късно. Това става благодарение на изкуствено заразяване на здрав човек с филтрат на носна секреция от болен. Риновирусите са открити през 1949 г. в Солсбъри, Англия. През 1953 и 1959 г. са класифицирани. Много скоро обаче от един познат тип, риновирусите надхвърлят 100.
Аденовирозата е описана за пръв път през 1938 г. в Англия, а през 1948 г. в САЩ. Първите вируси са изолирани през 1953 г., а през 1956 г. са наречени аденовируси. Реовирозата е открита през 1950-те години, а реовирусите са открити през 1959 г. Парагрипът е също сравнително ново описано заболяване. То също е идентифицирано като самостоятелна нозологична единица, а вирусите, които го причиняват са изолирани за пръв път през 1956 г. Респираторно-синцитиалната вирусна треска е позната отдавна, но е описана също през 1950-те години. Вирусът е изолиран за пръв път от шимпанзета през 1956 г., а година по-късно е доказан и при болни деца. Сред всички нозологични единици най-скоро описана е коронавирусната инфекция. Коронавирусите са изолирани през 1965 г., а по-късно е установено, че до 80% от населението по света носи антитела срещу коронавируси.

## Епидемиология
Възпалението на горните дихателни пътища е най-честото заболяване при възрастни хора, които се заразяват от два до четири пъти в годината. При децата е възможно проявлението на настинка до шест или дори десет пъти в годината.
Възпримчивостта на човека е много висока. Контагиозният индекс към вируса на парагрипа и респираторно-синцитиалния вирус достига почти 100%, към коронавируси, аденовируси и риновируси е от 50 до 100%, към реовируси е до 77%.
Специфичната локализация и отделяне на новообразуваните вирусни частици определя и механизмите на заразяване. Това са въздушно-капков и фекално-орален. Основните фактори на предаване са въздухът, водата, замърсени хранителни продукти, кърпи за ръце или замърсени ръце и предмети. При кихане и кашляне се отделят малки капчици съдържащи вируса дори и сле пълно изсъхване. Механизмът на предаване се улеснява в детски градини, училища, общежития и места, където работят големи колективи. За голяма част от причинителите е възможно и вътреутробно заразяване.
Характерните черти на епидемичният процес зависят от причинителя, но въпреки това са сравнително сходни. Изразяват се в демографска ендемичност, при която винаги има възприемчиви лица и източници на зараза. Епидемичният процес се разпространява спорадично или под формата на различни по големина епидемии. Сезонността е трета характерна черта. Най-често периодът, през който се наблюдава чувствително увеличение на случаите на настинка е късната есен и зимата. Това може да се влияе и от факта, че през студените месеци хората прекарват голяма част от времето си заедно в затворени помещения и по този начин увеличават риска за взаимно заразяване с вирусите, причиняващи настинка. Въпреки това, парагрипът и риновирусната инфекция например могат да се проявяват целогодишно. Възрастовото разпределение сред боледуващите е важен елемент от развитието на епидемичния процес. Боледуват основно деца и младежи. За всички причинители на настинката е характерно доброкачественото протичане на заболяването. Въпреки това са възможни усложнения от развитие на пневмония и астматичен синдром, основни при кърмачета и малки деца. Респираторно-синцитиалната вирусна инфекция се характеризира със злокачественост при кърмачета и е възможен летален изход.

## Патология
Настинката се проявява основно с фарингит, при който възпалителния процес се дължи на вирусна инфекция в най-горните части на дихателните пътища (назофаринкс) и се разпростира от носната кухина през устната кухина и гърлото. Вирусът се предава основно чрез директен контакт със слюнка или носен секрет от заразен индивид или чрез непряк контакт със заразени повърхности при досег с устата или носа. При някои от вирусите проникването в здравия организъм става и по фекално-орален път.
Проявата на симптомите не е задължителна и при някои хора инфекцията протича асимптомно. Способността за предаване на вируса обаче се запазва. Не е възможно прякото индентифициране на типа вирус причиняващ настинка единствено по наличните симптоми.
Най-често вирусът навлиза през носната кухина, но е възможно и през устата, конюнктивата и слъзния канал, оттичащ се в назофаринкса. Вирусът се придвижва обратно към носа и назофарингиалните сливици. Тук той се прикрепва към специфичен рецептор (ICAM-1), разположен по повърхността на назофарингиалния епител и върху клетките на назофарингиалните сливици. След контакт с рецептора на повърхността, вируса навлиза във вътрешността на клетката и започва да се размножава. Заразените клетки са стимулирани да секретират допълнително количество повърхностни рецептори, което помага за задържането на нова порция вируси, но помага и на имунната система за борба с него. При риновирусна инфекция няма поражения върху носния епител. Макрофагите привлечени в инфектирания участък, започват да продуцират и екскретират цитокини, което заедно с редица медиаторни молекули е причина за появата на първите симптоми. Така например медиаторът брадикинин играе основна роля за проявата на пресъхване на гърлото и възпаление на носа.
От първичния ефект вирусът се реплицира и попада в кръвта като възниква виремия. По този начин той се разсейва в организма и допълнително уврежда някои вътрешни органи. Различните серотипове вируси имат различен тъканен тропизъм. По този начин се обясняват и появата или липсата на конюнктивити, респираторни инфекции, тонзилити, ентерити, мезаденити. При някои от вирусите (риновируси, парагрипен вирус) възпалителният процес е локален и не предизвиква виремия и обща интоксикация на организма. Заболяването се ограничава само с местни възпалителни изменения и функционални съдови нарушения изразяващи се в обилна слизесто-водниста секреция от носа. Патологичният процес при парагрипа десцендира под формата на бронхити, бронхиолити, бронхопневмония. Характерна за него е появата на круп с драматични прояви на остра дихателна недостатъчност. Епителните клетки при риновирозата са подложени на алтерация и десквамация, но липсва клетъчна некроза. При вируси, проникващи и през храносмилателната система (реовируси, коронавируси), се засягат епителните клетки на стомашно-чревния тракт, а от там да проникнат към черния дроб и ЦНС.
Настинката може да се ограничи в резултат на действието на имунната система. В рамките на няколко дена, имунния отговор с производство на специфични антитела спира разпространението на инфекцията. Допълнително, левкоцитите се включват във физическото отстраняване на вируса и заразените клетки.

## Клинични признаци
Размножаването на вируса започва от 2 до 6 часа след първоначалната инфекция. Това определя и инкубационния период – обикновено от 1 до 7 дена, но най-често до 10 часа. Характерно е бавно проявление на симптомите до настъпване на пик на втория или третия ден, за разлика от проявата на грип, при който симптомите са почти мигновени и непроменливи. Симптомите най-често отшумяват самостоятелно в рамките на 7 до 10 дена, а в редки случаи повече от две седмици.
Първоначалната индикация обикновено са болки и дразнене в гърлото, повишена температура, зачервяване на конюнктивите и лицето, лигавицата на устата и глътката. Останалите типични симптоми се проявяват малко след това в това число хрема, фотофобия, сълзотечение, запушен нос, смъдене в носа, кашляне, пресипнал глас и мъчително кихане. Наблюдава се оток в областта на гърлото и лимфните възли (подчелюстни и шийни). Понякога са съпроводени с болки в мускулите, умора, неразположение, слабост и липса на апетит. Продължителната хрема води до главоболие, вкусът, апетитът и обонянието са нарушени. При достигане пика на симптомите температурата се повишава до 39 °C, като е възможно да настъпи крайно изтощение. Тези симптоми обаче са по-характерни за грипа и могат да варират по интензитет в двата вида заболявания. Симптомите на настинката изчезват за около седмица, по-рядко до 14 дена; най-продължителна остава кашлицата, като тя изчезва последна. При децата може да продължи до 10-ия ден при 35 – 40% от случаите и дори до 25-ия ден при 10% от заболелите. Първоначално кашлицата е суха, но бързо придобива влажен характер с отделяне на слузести храчки. Възможни са и пристъпи на тежка дихателна недостатъчност.
При някои болни се появява повръщане и диария с няколкократни изхождания на воднисти изпражнения с примеси на слуз. При децата честотата на диарията достига до 40%. Отокът и възпалението на мезентериалните лимфни възли (мезаденит) се демонстрира с болки в долната и дясната половина на корема, повдигане и повръщане. Възможна е поява на метеоризъм, куркане на червата и увеличен черен дроб.
Конюнктивитът може да бъде катарален, фоликуларен или мембранозен. Първоначално конюнктивата е силно оточна със зърниста повърхност, а по-късно се появяват белезникави налепи.

### Усложнения
Настинката може да доведе до инфекциозни усложнения или суперинфекции, като остър бронхит, пневмония, синузит, отит, ларингит или стрептококов фарингит. Хората с белодробни заболявания като астма или хронична белодробна обструкция са особено податливи. Настинката може да причини и остро влошаване на астма, ефизема или хроничен бронхит. При по-тежките усложнения се появява хепатит, менингит и енцефалит. Последните са характерни за заболяване причинено от респираторно-синцитиален вирус.
Усложняването с пневмония и гноен трахеобронхит се демонстрира с повишение на телесната температура до 40 °C, като същата е с неправилен характер. Общото състояние се засяга значително. При аденовирусната инфекция до 40% от болните се засяга черния дроб и слезката. Открива се хепато- или спленомегалия с иктерус.

## Лечение
Тъй като няма медицински доказан и приет медикамент, който директно да атакува причиняващия агент, се счита, че няма лекарство против настинката. Лечението се ограничава до симптоматично и поддържащо организма, по-скоро облекчаващо пациента и предпазващо по-нататъшни усложнения. Най-препоръчваното лечение е приемането на много течности и почивка.
Настинката е само-ограничаваща се, тъй като имунната система на заразения ефективно се справя с инфекцията. Няколко дена след заразяването е началото на ответна реакция от страна на имунната система, която започва да произвежда специфични антитела, които предотвратяват заразяването на здрави клетки от вируса. Освен това левкоцитите започват да разрушават вируса посредством фагоцитоза, като заедно с това разрушават и вече заразени клетки за да предотвратят по-нататъшното разпространение на вируса. Здрав организъм с незасегната имунна система обикновено се справя с вируса на настинката за около 6 до 7 дена.

## Профилактика и предпазни мерки
Препоръчват се редица предпазни мерки за избягване на настинка:
- Най-добрият начин за предпазване е да се избягват близки контакти с вече заразени хора и общи помещения.
- Препоръчва се често и старателно миене на ръцете[25]. При хора заразени с риновируси е възможно детектирането на вируса по повърхността на ръцете при около 40% от случаите, което е значително повече от детектирането в аерозоли от кашлица.[26]
- Препоръчва се избягване на досег на устата и лицето.
- Анти-бактериалните сапуни нямат ефект върху вируса, единствено механизмът на миене премахва вирусните частици.[27][28] Причината е в разликите между бактериалните и вирусните причинители на заболявания. При миенето със сапун ефектът е единствено от механичното отстраняване на вируса.[27] Възможно е да се използват гелове на алкохолна основа като метод за елиминиране на вирусите по ръцете, но трябва да се има предвид че тези гелове не предлагат дълготрайна защита.[29][30]
- Използването на разтвори на йодна основа елиминира вируса, но тяхното прилагане в ежедневието се избягва поради страничните ефекти от третирането с такива препарати.
- Миенето на повърхности посредством алкохол-фенолови дезинфектанти, намалява вероятността от пряко заразяване почти наполовина.[31]

Настинката се причинява от широк спектър вируси, които много често мутират по време на репродуктивния си период и това води непрекъсната промяна на вирусните щамове. Поради това имунизацията е крайно неефективна.
Излагането на ниски температури и влажен въздух може да допринесе за заразяване с вируси, причиняващи настинка. Счита се, че това се дължи на увеличена чувствителност на носната лигавица, както и на улесненото предаване на вирусни частици във влажна атмосфера, пряко зависимо от стабилността на вируса. Въпреки че допринася за разпространение на вируса, ниската температура не причинява директно заболяване, а често понижава имунната защита на организма. Необходимо е основно наличие на вирусен причинител от заразени индивиди.
Витамин C няма ефект за защита срещу настинка в голяма част от случаите, но може де се окаже ефективен при някои групи хора.